# 한국국제전시
'한국국제전시'(KIECO, Korea International Exhibition Co.,LTD.)는 1987년에 설립된 전시회 주최 전문 기업이다. 설립 이후 현재까지 약 250여 차례의 전시회를 기획, 주최하고 있다.
(주)한국국제전시가 매년 주최하는 주요 전시회로는 서울국제화장품미용산업박람회, 국제건강산업박람회, 국제오가닉&천연제품전시회,서울국제와인&주류박람회, 세계전통주페스티벌, 월드비어페스티벌, 부산임신출산영유아교육박람회, K-핸드메이드페어 등이 있다.